# Horor
Horor (čiji naziv dolazi od latinske riječi horror, užas) je naziv koji se danas koristi za žanr u fiktivnim djelima (kao što su književnost, likovna umjetnost, strip, film, video-igre), a čiji autori nastoje izazvati strah, uznemirenje i nelagodu kod njihovih konzumenata. Kao najčešći izvor neugodnih osjećaja jest uvođenje nekog zlog - a ponekad neobjašnjivog i nerazumljivog - elementa natprirodnog porijekla u "normalnu" ljudsku svakodnevnicu. Od 1960-ih se izraz horor koristi i za djela s morbidnim, neugodnim temama i snažnom emocionalnom napetošću. Horor se često propliće s djelima znanstvene fantastike, kao i fantastike, s kojima zajedno tvori poseban nad-žanr spekulativne fikcije. Za izraz horor se u prošlosti koristio izraz strava i užas, odnosno strava.

## Književnost
Početak horora kao književnog žanra datira od 18. stoljeća s objavom romana Horacea Walpolea (Otrantski dvorac, 1764.), što je ujedno i početak podžanra tzv. gotičkog horora. U 19. stoljeću značajan je roman Mary Shelley Frankenstein (1818.), kratke horor priče Edgara Allana Poea, Stevensonov Neobičan slučaj dr. Jekylla i g. Hydea (1886.), Wildeov roman Slika Doriana Graya (1890.) i Stokerov Drakula (1897.).
U prvim desetljećima 20. stoljeća značajni autori horor romana bili su Howard P. Lovecraft (1890. – 1937.) i M. R. James (1862. – 1936.). Jedan od najutjecajnih horor autora današnjice, čija su brojna djela ekranizirana, je Stephen King.

## Film

### Pojam i podjela
Podvrsta je akcijskog filma s naglašenom tematikom straha. Horore djelimo u dvije glavne skupine: na psihološke i akcijske. Psihološki horor je vrsta horor filma koji se temelji na psihičkim zapletima, tj. radnjama koje gledatelju daju izbor razmišljanja o viđenom. Akcijski horor je svaki horor film koji nije psihološki, dakle s tematikom ubojica, vampira, zombija, vještica i sl.
Primjeri psihološkog horora su Krug 2 (2004), za akcijske - Petak 13.,1980, Noć živih mrtvaca (1968), itd.